# The New Twilight Zone—aflevering 1
De eerste aflevering van de serie The New Twilight Zone bestaat uit twee subafleveringen: Shatterday en A Little Peace and Quiet

## Shatterday
Shatterday is de eerste subaflevering. Het verhaal is geschreven door Alan Brennert, gebaseerd op het gelijknamige boek van Harlan Ellison.

### Verhaal
Sommige mensen werken hard voor wat ze willen, anderen voor wat ze nodig hebben. Maar sommige mensen, zoals Peter Jay Novins, werken gewoon hard zonder reden.
Op een avond zit Peter in een bar. Hij voelt de neiging iemand op te bellen, maar draait per ongeluk zijn eigen telefoonnummer. Tot zijn verbazing wordt de telefoon in zijn huis opgenomen door Peter Jay Novins. Peter denkt eerst dat het een grap is, maar al snel beseft hij dat het menens is. Peter trekt de conclusie dat de andere Peter, met wie hij nu praat, zijn eigen alter ego is. Zijn alter ego vertelt Peter dat diens leven vreselijk is, en dat hij hier verandering in gaat brengen.
Peter probeert zijn alter ego tegen te werken door zijn bankaccount te blokkeren, maar zijn alter ego had dit al voorzien en heeft genoeg voedsel ingeslagen om het dagen uit te houden. Ook blijkt zijn alter ego Peters moeder, waarvan Peter vervreemd is geraakt, te hebben uitgenodigd om bij hem te gaan wonen.
In de dagen erop wordt Peter langzaam ziek, terwijl zijn alter ego zijn leven overneemt. Zo legt hij weer contacten met mensen die Peter links had laten liggen. Op zaterdag arriveert Peters alter ego in de hotelkamer waar Peter verblijft. Hij zegt Peter dat hij diens leven weer op orde heeft gebracht, en dat het nu tijd is om afscheid te nemen. Peter ziet in dat dit inderdaad de beste keus is, en wenst zijn alter ego succes. Daarna verdwijnt hij in het niets.

### Rolverdeling
- Bruce Willis : Peter Jay Novins
- Seth Isler : Alter Ego
- John Carlyle: clerk
- Dan Gilvezan : barman

## A Little Peace and Quiet
A Little Peace and Quiet is de tweede subaflevering. Het verhaal is geschreven door James Crocker.

### Verhaal
Penny, een huisvrouw en moeder van vier kinderen, zou er alles voor over hebben wat meer tijd voor zichzelf te hebben. Haar kinderen zijn altijd druk, en het is voortdurend lawaai in haar huis.
Later die dag werkt Penny in de tuin. Bij het graven vindt ze een oud houten kistje met daarin een gouden horloge. Ze besluit het ding te houden. De rest van de dag verloopt voor haar al even chaotisch als altijd. Die avond, terwijl haar kinderen door de keuken lopen te schreeuwen, wordt het haar te veel. Ze schreeuwt dat ze even stil moeten zijn, en spontaan blijven ze doodstil staan alsof ze bevroren zijn. Penny is eerst verbaasd, maar beseft dan dat het horloge de tijd kan stilzetten. Ze geeft haar familie toestemming weer te bewegen, en de tijd begint weer te lopen.
Dankzij het horloge krijgt Penny eindelijk de rust die ze zoekt. Ze gebruikt haar nieuwe gave om rustig te ontbijten, nooit meer te haasten in de winkel, en om twee anti-nucleaire wapenactivisten te ontlopen. Die activisten zijn overal actief daar de spanningen tussen de Verenigde Staten en de Sovjet-Unie toenemen.
Die avond klinken opeens sirenes. Penny’s echtgenoot roept haar toe dat ze meteen moeten vertrekken. Op de radio is te horen dat de situatie is geëscaleerd en dat de Sovjet-Unie de Verenigde Staten bestookt met nucleaire raketten. Penny zet de tijd stil, en gaat naar het filmtheater. Daar ziet ze, op nog geen paar centimeter boven het theater, een nucleaire raket bevroren in de lucht hangen.

### Rolverdeling
- Melinda Dillon : Penny
- Greg Mullavey : Russell
- Clare Nono : nieuwslezer
- Joshua Harris : Russell Jr.

## Trivia
- In het tweede filmpje, wanneer Penny bij de bioscoop komt, is op de gevel reclame te zien voor de films Fail Safe en Dr. Strangelove, twee films die gaan over een oorlog tussen de VS en de Sovjet-Unie.
- Het tweede filmpje vertoont grote gelijkenissen met twee afleveringen uit de originele Twilight Zone-serie: "Time Enough at Last", waarin een man als enige een nucleaire oorlog overleeft, en "A Kind of a Stopwatch", waarin een man met een stopwatch de tijd stil kan zetten.
- Het eerste filmpje vertoont grote gelijkenissen met de aflevering Nervous Man in a Four Dollar Room van de originele serie. Ook in deze aflevering wordt een mans leven overgenomen door zijn alter ego.